# Atyriodes globulata
Atyriodes globulata là một loài bướm đêm trong họ Geometridae.